# Texas (série télévisée)
Pour les articles homonymes, voir Texas (homonymie).
Texas est un feuilleton télévisé américain en 617 épisodes de 48 minutes créé par John William Corrington, Joyce Hooper Corrington et Paul Rauch, diffusé entre le 4 août 1980 et le 31 décembre 1982 sur le réseau NBC. Il s'agit d'un spin-off du feuilleton Another World.
Ce feuilleton est inédit dans les pays francophones.

## Distribution
- Carla Borelli (en) : Reena Bellman Cook
- Elizabeth Allen : Victoria Bellman
- Josephine Nichols : Kate Marshall
- Jerry Lanning : Justin Marshall
- Lisby Larson (en) : Paige Marshall Carrington
- John McCafferty (en) : Billy Joe Wright
- Barbara Rucker : Ginny Marshall
- Caryn Richman (en) : Elena Dekker
- Randy Hamilton : Rikki Dekker
- Beverlee McKinsey (en) : Iris Cory Carrington (1980-1981)
- Daniel Davis : Eliot Carrington (1980-1982)
- Kin Shriner (en) : Jeb Hampton (1980-1981)
- Pam Long (en) : Ashley Linden (1981-1982)
- Jay Hammer (en) : Max Dekker #2 (1980-1981)
- Clifton James : Striker Bellman #2 (1980-1982)
- Stephen D. Newman : Barrett Marshall (1980-1981)
- Shanna Reed (en) : Terri Dekker (1980-1981)
- Sharon Acker : Judith Wheeler (1982)